# Webera pentasticha
Webera pentasticha là một loài rêu trong họ Bryaceae. Loài này được Schiffner mô tả khoa học đầu tiên năm 1908.